# Mihalcea, Storojineț
Mihalcea (în ucraineană Михальча, transliterat: Mîhalcea și în germană Mihalcze) este un sat reședință de comună în raionul Storojineț din regiunea Cernăuți (Ucraina). Are 2,245 locuitori, preponderent ucraineni.
Satul este situat la o altitudine de 238 metri, în partea de est a raionului Storojineț.

## Istorie
Localitatea Mihalcea este atestată documentar pentru prima dată în anul 1490, ca făcând parte din regiunea istorică Bucovina a Principatului Moldovei. După anexarea Bucovinei de către Imperiul Habsburgic în anul 1775, localitatea Mihalcea a făcut parte din Ducatul Bucovinei, guvernat de către austrieci, făcând parte din districtul Cernăuți (în germană Czernowitz). 
După Unirea Bucovinei cu România la 28 noiembrie 1918, satul Mihalcea a făcut parte din componența României, în Plasa Cosminului a județului Cernăuți. Pe atunci, majoritatea populației era formată din ucrainieni. 
Ca urmare a Pactului Ribbentrop-Molotov (1939), Bucovina de Nord a fost anexată de către URSS la 28 iunie 1940. Bucovina de Nord a reintrat în componența României în perioada 1941-1944, fiind reocupată de către URSS în anul 1944 și integrată în componența RSS Ucrainene. 
Începând din anul 1991, satul Mihalcea face parte din raionul Storojineț al regiunii Cernăuți din cadrul Ucrainei independente. Conform recensământului din 1989, numărul locuitorilor care s-au declarat români plus moldoveni era de 22 (8+14), adică 1,02% din populația localității . În prezent, satul are 2.245 locuitori, preponderent ucraineni.

## Demografie
Componența lingvistică a localității Mihalcea
     Ucraineană (99,2%)
     Alte limbi (0,8%)
Conform recensământului din 2001, majoritatea populației localității Mihalcea era vorbitoare de ucraineană (99,2%), existând în minoritate și vorbitori de alte limbi.
1930: 3.452 (recensământ)
1989: 2.164 (recensământ)
2007: 2.245 (estimare)

### Recensământul din 1930
Componența etnică a comunei Mihalcea (județul Cernăuți)
     Români (79,8%)
     Evrei (1,18%)
     Ruteni (17,29%)
     Altă etnie (1,72%)
Componența confesională a comunei Mihalcea
     Ortodocși (97,36%)
     Mozaici (1,18%)
     Altă religie (1,45%)
Conform recensământului efectuat în 1930, populația comunei Mihalcea se ridica la 3.452 locuitori. Majoritatea locuitorilor erau români (79,80%), cu o minoritate de ruteni (17,29%) și una de evrei (1,18%). Alte persoane s-au declarat: polonezi (9 persoane) și germani (13 persoane). Din punct de vedere confesional, majoritatea locuitorilor erau ortodocși (97,36%), dar existau și mozaici (1,18%). Alte persoane au declarat: adventiști (9 persoane), greco-catolici (3 persoane), evanghelici/luterani (3 persoane) și romano-catolici (32 de persoane), iar 3 persoane nu au declarat religia.